# Platamus buqueti
Platamus buqueti es una especie de coleóptero de la familia Silvanidae.

## Distribución geográfica
Habita en Brasil.